# Gołuchów (województwo wielkopolskie)

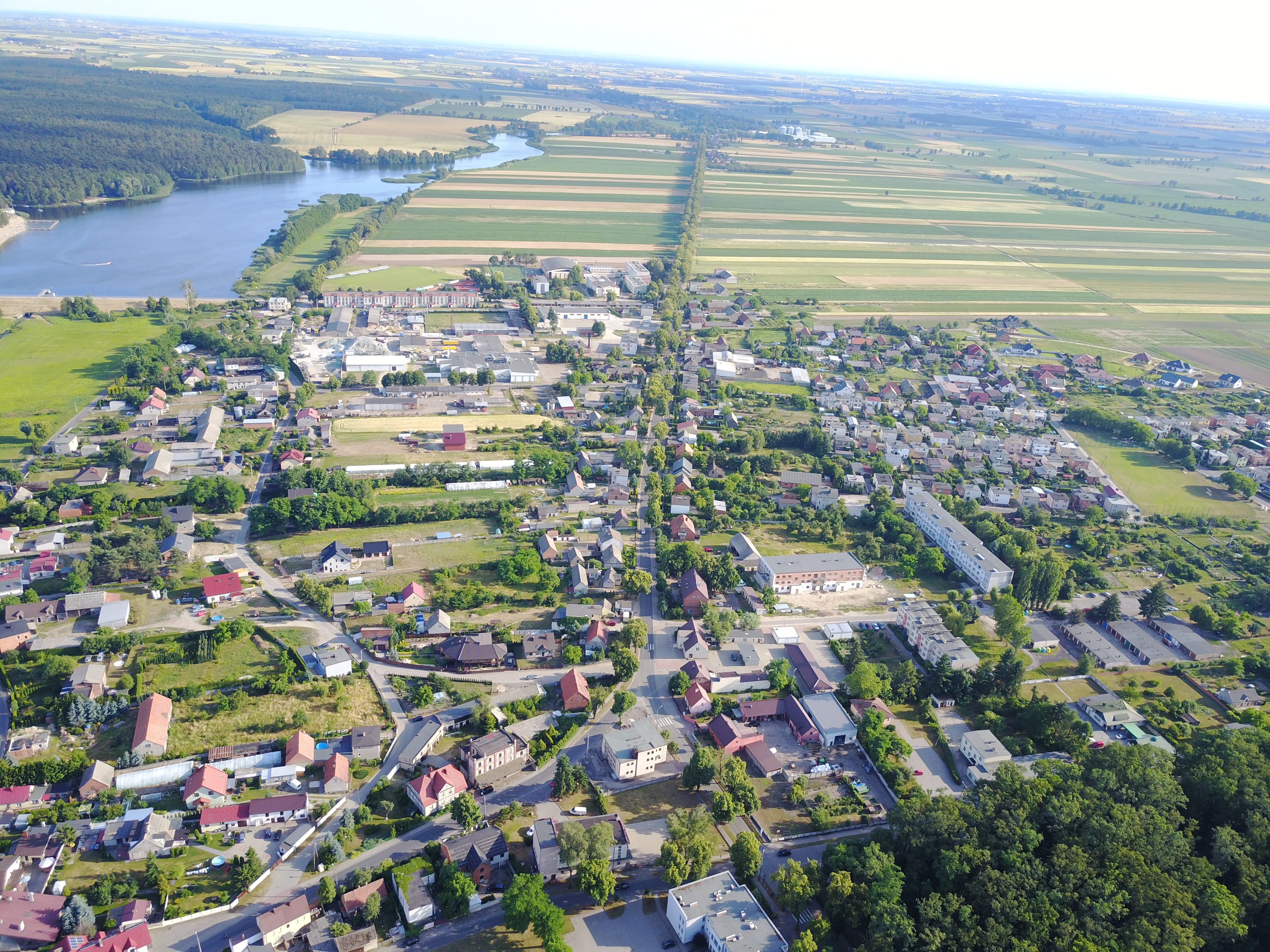
Widok wsi

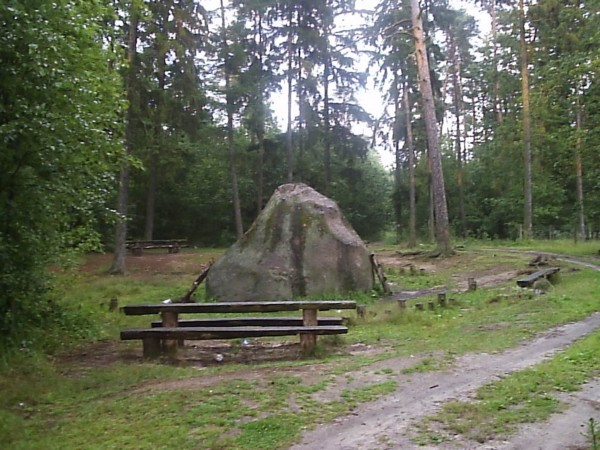
Głaz św. Jadwigi

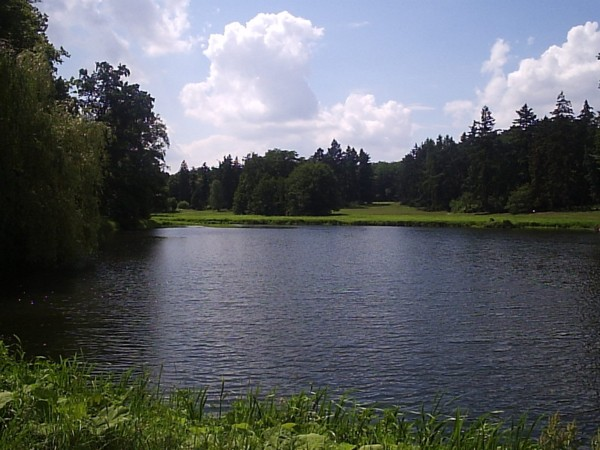
Park w Gołuchowie

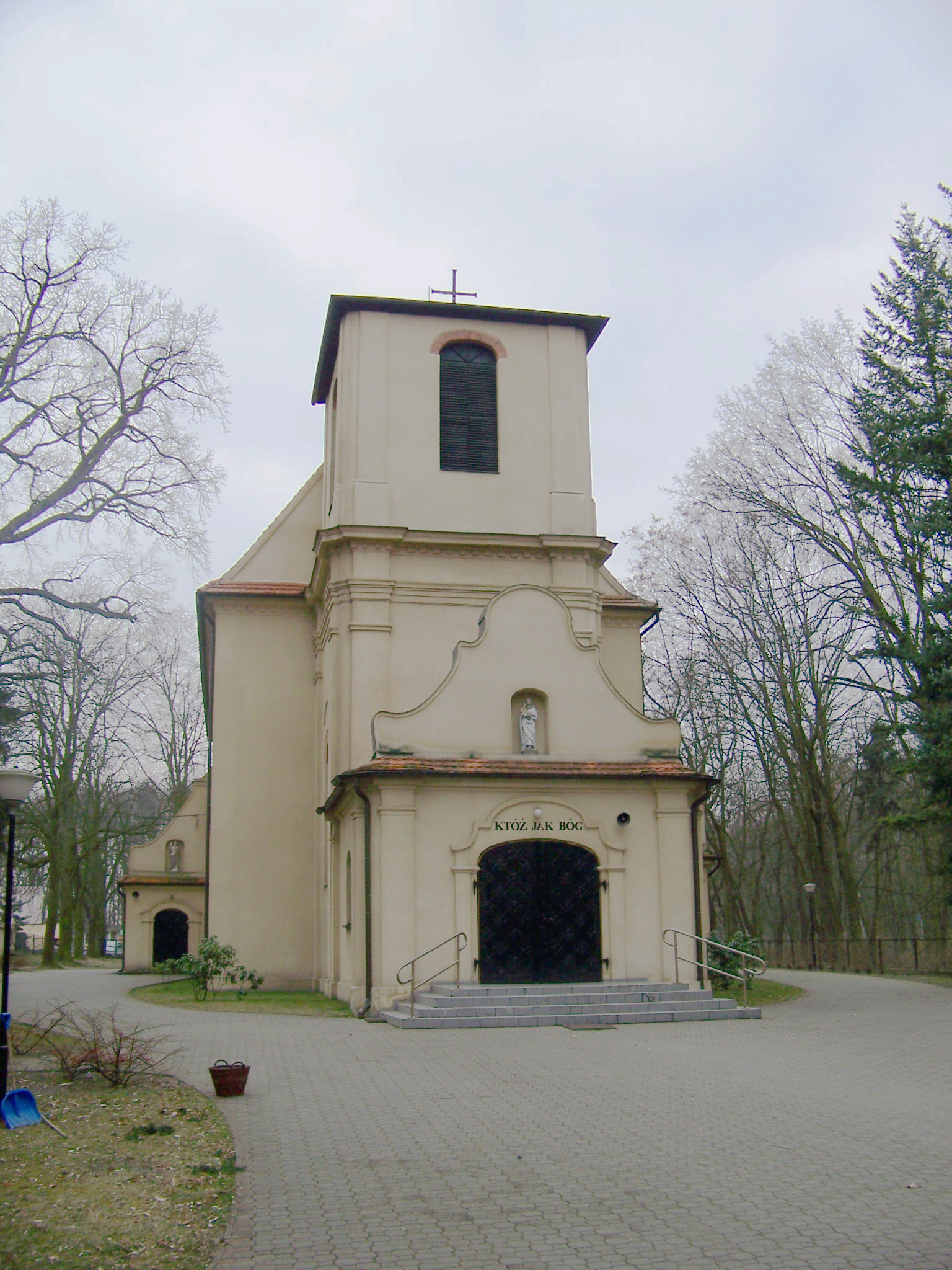
Kościół w Gołuchowie

Gołuchów – wieś w Polsce położona w województwie wielkopolskim, w powiecie pleszewskim, w gminie Gołuchów.
W latach 1954–1972 wieś należała i była siedzibą władz gromady Gołuchów. W latach 1975–1998 miejscowość administracyjnie należała do województwa kaliskiego.
Siedziba gminy Gołuchów, ok. 16 km na północny zachód od Kalisza i ok. 13 km na południowy wschód od Pleszewa, przy drodze krajowej nr 12.
Na południe od wsi położone jest Jezioro Gołuchowskie, zbiornik utworzony na niewielkiej rzece o nazwie Trzemna. Nad zbiornikiem działa Gołuchowski ośrodek Turystyki i Sportu, udostępniający kąpielisko, kemping i ośrodek sportów wodnych.

## Zabytki
- zamek w stylu renesansu francuskiego, położony w rozległym parku, z oddziałem Muzeum Narodowego w Poznaniu, oraz Ośrodek Kultury Leśnej, w skład którego wchodzi 158-hektarowy arboretum w Gołuchowie, jedyne w Polsce muzeum leśnictwa i utworzona w 1977 w lesie na północny zachód od wsi pokazowa zagroda żubrów. W zagrodzie znajdziemy także inne zwierzęta leśne – daniele, koniki polskie oraz dziki.
- mauzoleum Izabelli Działyńskiej z Czartoryskich .
- kamień św. Jadwigi (nazywany również głazem św. Kingi) w lesie za wsią w kierunku na Kalisz. Ten największy w Wielkopolsce głaz narzutowy (22 m obwodu i 3,5 m wysokości) jest jednocześnie eratykiem przewodnim[3].
- zbiorowe groby i pomnik ku czci zamordowanych przez Niemców na przełomie 1941 i 1942 Żydów i Polaków kaliskich (kilka tysięcy) znajdują się lesie w pobliżu wsi się [4] ofiar). Ofiary przywożono na miejsce egzekucji samochodami, w których prawdopodobnie uśmiercano część więźniów gazem[4].

## Znane osoby związane z Gołuchowem
- Rafał Leszczyński – starosta radziejowski i wojewoda brzeskokujawski
- Wacław Leszczyński – wielki kanclerz koronny
- Andrzej Leszczyński – prymas Polski w latach 1653-1658
- Jan Kanty Działyński
- Izabella z Czartoryskich Działyńska – patriotka, mecenas sztuki, twórczyni Muzeum w Gołuchowie
- Adam Ludwik Czartoryski
- Maria Ludwika Krasińska – żona Adama Ludwika Czartoryskiego
- Stefan Adam Zamoyski
- Nikodem Pajzderski – historyk sztuki, kustosz Muzeum Czartoryskich od 1912
- Kasper Kurka - delegat z Gołuchowa z powiatu pleszewskiego na Polski Sejm Dzielnicowy, który obradował w dniach 3-5 grudnia 1918 r.

## Transport

### Transport drogowy
Przez Gołuchów przebiega droga krajowa:
- DK12: Łęknica – Leszno – Pleszew – Gołuchów – Kalisz – Radom – Dorohusk

### Transport kolejowy
Obecnie Gołuchów nie ma połączenia z siecią kolejową. Najbliższe stacje to: Pleszew oraz Kalisz

### Transport miejski
Komunikację miejską zapewniają Pleszewskie Linie Autobusowe, obsługujące linie m.in. do Pleszewa oraz Kalisza (linia A). Do 1 maja 2011 transport miejski obsługiwały Kaliskie Linie Autobusowe, z linią w kierunku Pleszewa.

### Szlaki turystyczne
Przez wieś przebiega szlak pieszy:
- Pleszew – Lenartowice – Tursko – Gołuchów (17,4 km)

## Edukacja
| Placówka          | Nazwa                                                                   | Adres              |
| ----------------- | ----------------------------------------------------------------------- | ------------------ |
| Przedszkole       | Zespół Szkolno-Przedszkolny w Gołuchowie                                | ul. Słowackiego 1A |
| Szkoła podstawowa | Szkoła Podstawowa im. Izabeli z Czartoryskich Działyńskiej w Gołuchowie | ul. Słowackiego 1A |

## Sport
W Gołuchowie działa klub piłki nożnej LKS Gołuchów. W klubie funkcjonuje  również sekcja tenisa stołowego.
Kompleks sportowy w Gołuchowie:
- Stadion piłkarski przy ul. Słowackiego, mogący pomieścić 450 osób
- Boisko Orlik otwarte 19 kwietnia 2012 roku w ramach projektu Orlik 2012
- Hala widowiskowo-sportowa przy ul. Czartoryskich 53, otwarta w październiku 2008 roku, mogąca pomieścić do 500 osób, przystosowana do gry w piłkę ręczną, futsal, koszykówkę, piłkę siatkową, tenisa ziemnego, unihokeja oraz badmintona.
- Siłownia oraz sauna ulokowane w Hali widowiskowo-sportowej.
- Korty tenisowe przy ul. Słowackiego 3

## Współpraca
Miejscowości partnerskie:
- Bad Zwischenahn, Niemcy
- Chièvres, Belgia
- Eastleigh, Wielka Brytania
- Erkner, Niemcy
- Kláštor pod Znievom, Słowacja